# Kanton Les Abymes-4
Kanton Les Abymes-4 (francouzsky Canton des Abymes-4) byl francouzský kanton v departementu Guadeloupe v regionu Guadeloupe. Tvořila ho část obce Les Abymes. Zrušen byl při reformě francouzských kantonů v roce 2014.